# Тростянка (Коломийський район)
Тростя́нка — село в Україні, у Матеївецькій сільській громаді Коломийського району Івано-Франківської області.

## Географія
Село знаходиться за 8 км на Пд.Сх. від Коломиї, на південь 73 від Івано-Франківська. Село межує з селами Пилипи, Залуч, Грушів, Перерів, Корнич. По території села течуть річки Прут, Осталь, Очирета. Село розбите на кутки Зелений Клин, Толока, Пригородок, Каменець, Галеччина. Найвища точка знаходиться в урочищі Бавки — гора Рипа. Через село проходить дорога з асфальтним покриттям.

## Історія
5 березня 1951 р. виконком Коломийської районної ради рішенням № 84 приєднав до Тростянки розташованих поряд 15 селянських дворів із села Грушів. Разом з ними були передані 15 га ріллі та 10 га пасовиськ з колгоспу «імені Хрущова» до колгоспу «Радянська Армія», провівши між ними межу по польовій дорозі від річки Прут.

## Освіта та культура
До числа культурних об'єктів відноситься школа І ступеня (початкова), бібліотека і клуб «Просвіта». 
В Тростянці розміщені колишні приміщення колгоспу Здобуток Жовтня за яким було закріплено 355 га сільськогосподарських угідь, в т.ч. 141 га приватних земель. Господарство вирощує зернові культури, тваринництво – м'ясо-молочного напрямку.
В селі розміщена школа, клуб з залом на 200 міст, бібліотека з фондом 5,2 тис. книг.
Школа в с. Тростянка побудована в 1962 році розрахована на 40 учнів на 2015 рік тут викладають 4 вчителя
Монумент в честь воїнів  які визволяли Україну від загарбників

## Релігія
В селі існує дерев'яна церква св. Михайла 1860, яку використовують вірні Православної Церкви України. Також парафіянами церкви біля могили збудована мурована каплиця в честь 2000-ліття Різдва Христового.
| Україна | Це незавершена стаття з географії України. Ви можете допомогти проєкту, виправивши або дописавши її. |